# Маяк (Лопатинский район)
Маяк — поселок в Лопатинском районе  Пензенской области. Входит в состав Лопатинского сельсовета.

## География
Находится в юго-восточной части Пензенской области на расстоянии приблизительно 4 км на северо-восток от районного центра села Лопатино на правом берегу реки Уза.

## История
Упоминается с 1858 года. Основано двумя крестьянами, братьями из села Новое Пылково как хутор. В 1877 году здесь было 12 дворов, в том числе два постоялых. В 1911 году 25 дворов, в 1914 году 22 двора, в 1921 33 двора. В советское время работал колхоз имени Микояна. Население составляло 84 человека (1877 год), 116 (1884), 212 (1911), 194 (1914), 264 (1921), 320 (1926), 211 (1939), 150 (1959), 85 (1979), 55 (1989), 42 (1996).

## Население
Население составляло 33 человека (русские 33 %, мордва 64 %) в 2002 году, 34 в 2010.